# Гаслох (Рейнланд-Пфальц)
Гаслох (нім. Haßloch) — громада в Німеччині, розташована в землі Рейнланд-Пфальц. Входить до складу району Бад-Дюркгайм.
Площа — 39,95 км2. Населення становить 20 195 ос. (станом на 31 грудня 2020).